# IC 4712
IC 4712 ist eine Spiralgalaxie vom Hubble-Typ Sbc im Sternbild Pfau am Südsternhimmel. Sie ist schätzungsweise 158 Millionen Lichtjahre von der Milchstraße entfernt und hat einen Durchmesser von etwa 120.000 Lichtjahren.
Im selben Himmelsareal befinden sich u. a. die Galaxien IC 4704 und IC 4705.
Das Objekt wurde am 20. August 1900 von DeLisle Stewart entdeckt.